# 食縁
株式会社食縁（しょくえん）は、和歌山県新宮市に本社を置く、水産物の加工、販売などを行う水産加工業の企業である。

## 沿革
- 2012年（昭和22年）7月 - 学校法人近畿大学と新宮港埠頭株式会社が、輸出型凍結水産加工事業の形成に向け連携協力する協定を締結。
- 2013年（平成25年）5月 - 株式会社食縁　設立。
- 2014年（平成26年）8月 - 紀陽銀行参加の投資ファンド「紀陽6次産業化ファンド」からの投資決定。
- 2014年（平成26年）9月 - 学校法人近畿大学と「水産業の発展に関する協定書」を締結。
- 2014年（平成26年）11月 - 新体制発表のお披露目会を和歌山市において開催。内閣官房副長官であった世耕弘成がお披露目会に出席。
- 2015年（平成27年）12月 - 和歌山県新宮市に本社工場竣工。
- 2016年（平成28年）1月 - 出荷開始。